# Petrovo (Prijedor)
Pour les articles homonymes, voir Cela.
Petrovo (en serbe cyrillique : Петрово) est le nom par lequel les autorités de la république serbe de Bosnie renomment durant les années 2000, le village de Cela (Bosnie-Herzégovine). Il est situé sur le territoire de la ville de Prijedor. Selon les premiers résultats du recensement bosnien de 2013, il compte 1 738 habitants.
Jusqu'au recensement bosnien de 1991, le village portait le nom de « Ćela » et continuer d'être nommé ainsi par les habitants du village.

## Géographie
Le village est situé sur les rives ouest et sud-ouest du lac de Saničani.

## Démographie

### Évolution historique de la population dans la localité
| 1948 | 1953 | 1961  | 1971  | 1981  | 1991  | 2013  |
| ---- | ---- | ----- | ----- | ----- | ----- | ----- |
| -    | -    | 1 684 | 1 914 | 2 022 | 2 147 | 1 738 |

|  |

### Communauté locale
En 1991, la communauté locale de Ćela (aujourd'hui Petrovo) comptait 2 775 habitants, répartis de la manière suivante :